# 葉

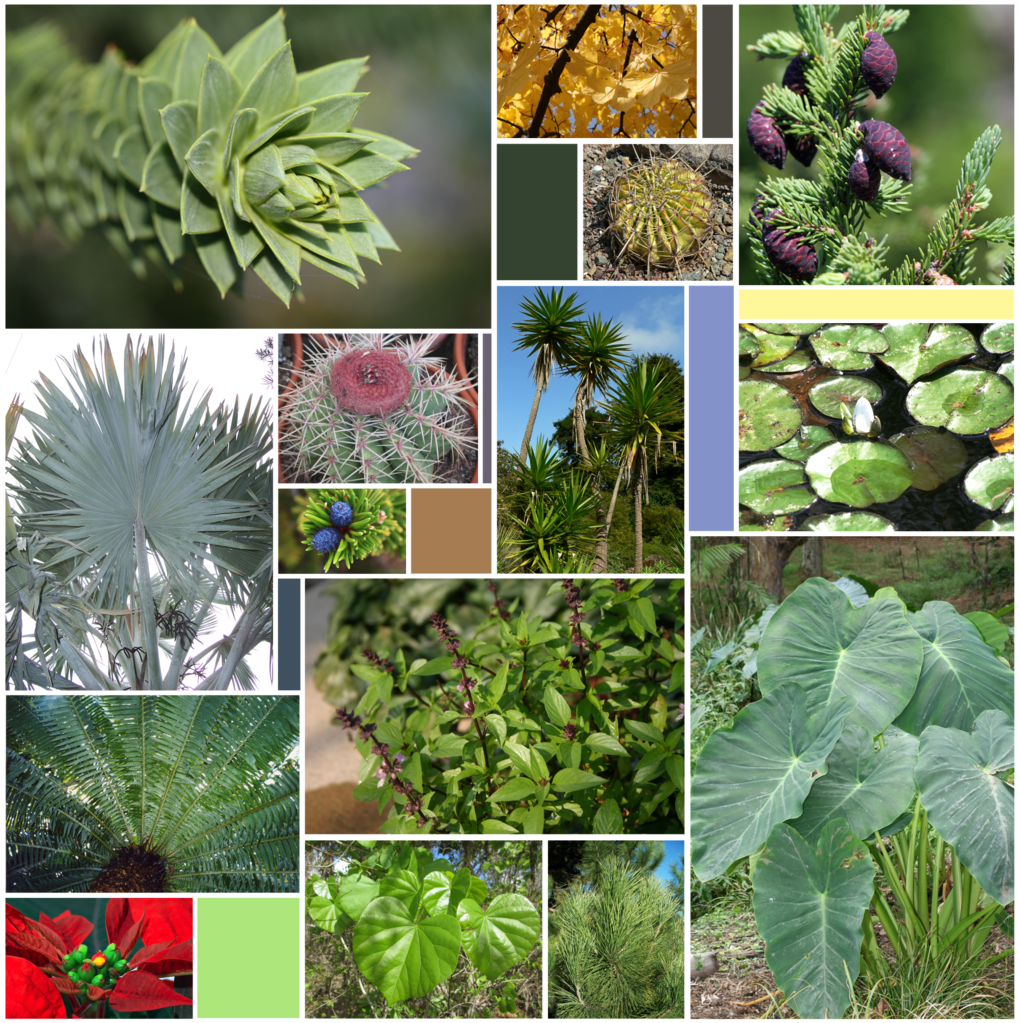
叶的多样性

叶（英文：leaf，foliage）是维管植物的主要营养器官之一，侧边发育自植物的茎的叶原基，其形状、大小、颜色、质地和着生方式高度多样，但大多具有较扁平的整体形态，且一般正背两面（即近轴面和远轴面）在颜色、被毛程度、气孔数量、表皮蜡质层等方面呈现不同程度的分化。
地上叶通常为植物进行光合作用的主要場所。叶的表皮常具备可进行气体交换的气孔，使光合作用的关键原料（二氧化碳）得以进入细胞。叶细胞内部通常含有丰富的叶绿体，即可吸收、转化阳光中光能的色素体，致使许多物种的叶呈绿色，但部分物种或呈现特定变异表型的个体（如斑叶变异）的叶绿素含量较低或缺失。部分物种的叶并不进行光合作用，而是退化为极简单的形态或呈现出针对特定功能的结构生理特化，例如木贼鳞片状的筒鞘、鳞茎位于地下包裹分生组织的鳞叶、仙人掌的刺等。
各大分类群（演化支）中植物的叶分别由不同的起源演化而来。被子植物、现生裸子植物和真蕨类植物的叶具有相对复杂的叶脉，被统称为大型叶，这三大类植物也因此被称作真叶植物；真蕨类和种子植物的大型叶又分别演化自不同的起源。石松类植物的叶仅具单根叶脉，被称作小型叶（microphyll）或石松叶（lycophyll），其演化起源不同于大型叶。小型叶和大型叶在演化发育和结构上都是“茎的外延”，因而部分观点认为两者均属于狭义上的叶。
部分苔藓类（非维管植物）也具有形态和功能类似叶、可疏导水分和进行光合作用的器官，但因其并不具备真正意义上、相对复杂高效的水分传导组织（即由木质部和韧皮部构成的维管组织），被称作假叶（phyllid）或叶状体（thalloid）。

## 整体形态

单叶外形示意图：1.叶顶（叶端、叶尖），2.中肋（主脉），3.侧脉（支脉），4.叶片（叶身），5.叶缘，7.腋芽，8.枝或茎。未标示：6.叶柄，9.叶基（在叶片与叶柄交界处），10.托叶，11.叶枕，12.叶腋

被子植物的完全叶包含三部分：叶片（叶身）、叶柄和托叶。
- 叶片（叶身）指的是完全叶上主体结构，常为扁平、延展的形态且富含叶绿素，其形态及内部构造一般为吸收阳光而特化，并通过分布于其表皮上的气孔进行气体交换、调节植物体内水分和温度。对于有正背分化的扁平叶，朝上的一面被称作近轴面，朝下的一面称为远轴面。
- 叶柄是连接叶片与茎节的部分。
- 托叶着生于叶柄基部两侧或叶腋处，功能常为保护幼叶。

部分类群还具有其它额外的叶性结构，例如禾本科和伞形科的许多成员的茎节基部附近有一圈抱茎的叶鞘，叶从叶鞘内长出。部分单子叶植物的叶鞘和叶之间还具有称为叶舌的结构，多见于禾本科。
叶整体、叶缘、叶背、被毛、叶柄、腺体、托叶等结构的有无和形态都可能作为鉴定植物所属科、属、种等分类阶元的重要特征。以托叶为例，豌豆有着大的叶片状托叶，而洋槐的托叶则是针形，山櫻花的托葉為羽狀，许多桑科物种的托叶极细小或早落，木兰科的成员则普遍不具托叶。
部分类群所处的自然生态环境或生长模式较为特殊，演化出了极特化的叶，与常见的基本叶形态结构差别较大，例如葡萄科等藤本植物的卷须、仙人掌科的叶刺、猪笼草属的捕虫笼等。
裸子植物松柏门的成员大多具有细长的针状叶，但大部分柏科和部分罗汉松科则有着扁平、三角形鳞片状的叶。南洋杉科和罗汉松科的竹柏属则有着较为宽阔的扁平叶。

## 内部组织结构

叶组织结构

成熟叶身的横切面可见三种主要结构：表皮組織（即上、下表皮），基本组织（包括柵欄組織和海綿組織），及維管組織。 

### 表皮
表皮组织覆盖着叶的最外层，由铺列细胞、毛状体细胞、组成气孔的细胞（护卫细胞和助细胞）等多种细胞类型紧密排列而成。表皮组织的表面通常还有一层水无法透过的蜡质角质层。
气孔是植物调节水分循环及温度的重要结构，陆上生长的植物类群之气孔多分布于叶的下表面。叶无明显正背（近远轴面）分化的类群（例如针叶）则整周都分布有稀疏的气孔。

### 叶肉
薄壁组织是叶的最主要组织，也称叶肉细胞，其内含有叶绿体，是光合作用的主要场所。根据碳固定类型的不同（C3，C4或景天酸代謝），薄壁组织的排列也不一样。

### 维管束
叶的叶脉由維管束组成，每一束均由两种不同疏导细胞聚集而成：韧皮部主要负责将叶 光合作用所得的葡萄糖向不能光合作用或能力弱的器官输送。同时，叶的水分也需要维管束内的木质部从根部等吸收水分和无机盐的器官运输、供应到其它部位。致密薄壁组织所组成的维管束鞘以及厚角組織可以保护维管束，并支撑叶片，使之能伸展接受阳光。观察叶片表面，可以发现叶脉的走向在单子叶植物和双子叶植物是有所区别的。
在单子叶植物中，叶脉多为平衡走向，如禾本科植物。
而双子叶植物的叶脉是网状分布，正中通常有一主脉，然后向两边逐级分支。

## 单叶与复叶
每片叶上只有一片叶片的被称为单叶。典型具有单叶的植物有：蓖麻、苹果、南瓜和向日葵。
相对的，每片叶上有两片或以上的叶片的被称为复叶。如复叶的每片小叶都具有叶柄与主叶柄相连，这些叶柄则成为小叶柄。如果没有小叶柄，则小叶会直接着生在主叶柄上。如落花生的叶柄上具有4小叶，和三叶橡胶则如其名，有三片小叶。而复叶按小叶的排列可分为羽状复叶，掌状复叶，三出复叶和单身复叶。合欢的叶是典型的羽状复叶。大麻的则是掌状复叶。

## 叶序
叶序指的是叶在茎上的着生次序。叶序是判断植物种类的重要手段。在下图，显示出了植物叶序的三种基本类型：对生，轮生和互生。
- 1. 對生 2. 互生（二列狀） 3. 輪生
- 十字對生
- 對生
- 螺旋狀互生（旋生）
- 多叶芦荟（Aloe polyphylla）的螺旋狀互生（旋生）葉序
- 北美腹水草（Veronicastrum virginicum）的輪生葉序

### 对生

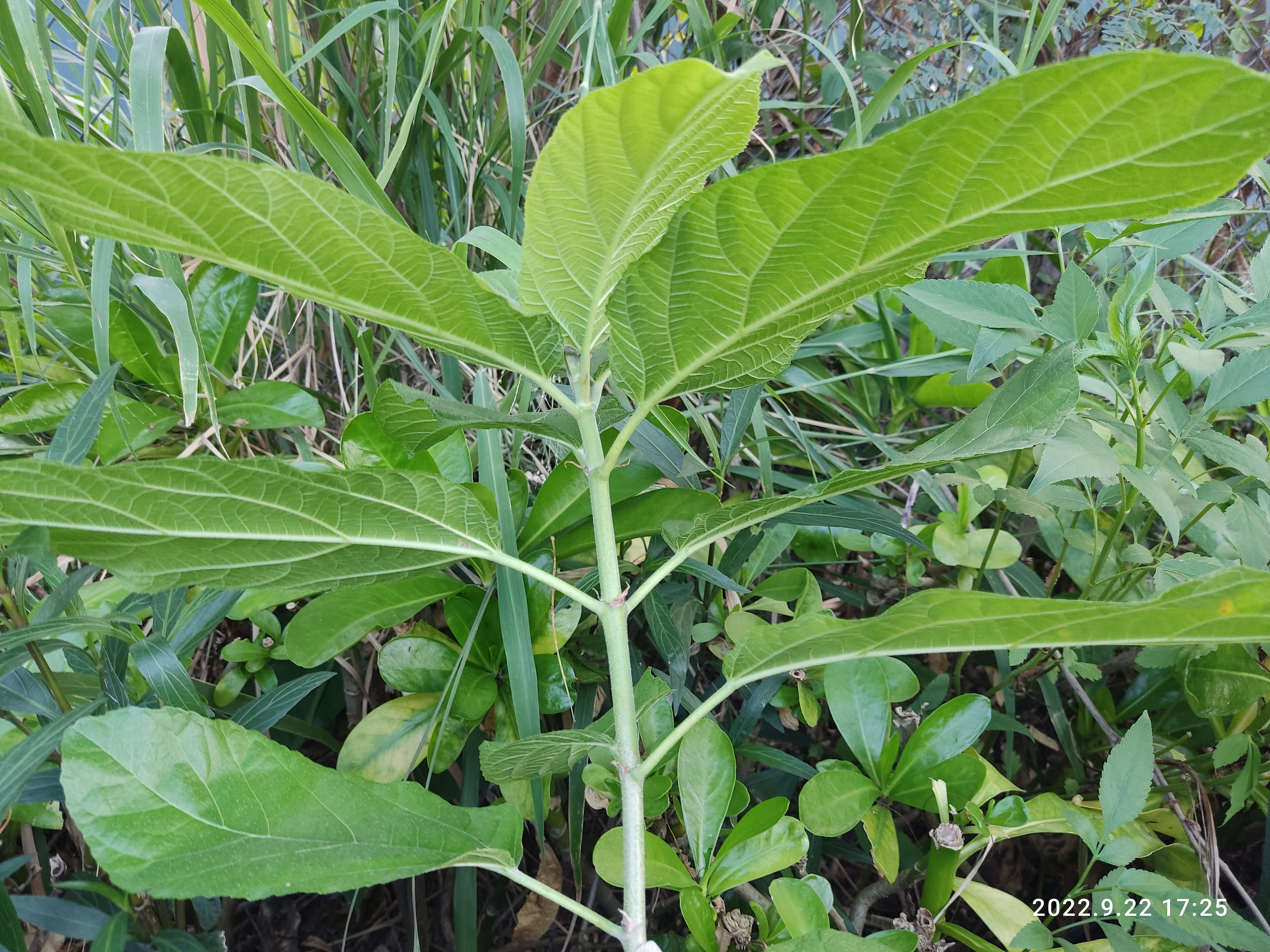
對生葉

指的是每莖节上着生两片叶，两者间差180°。若上下两节的树叶又呈90°错开，避免重叠，從而盡量利用光能，此種方式又稱為“十字對生”。典型长有对生叶的植物：丁香、迷迭香和薄荷。

### 轮生
指的是每茎节上着生三片叶或更多，排列呈轮状。典型的植物有夹竹桃科的多種植物，如黑板樹、軟枝黃蟬。有着轮生叶的植物，上下两节的叶通常会成45°错开，同样是为了每片叶都有更多机会接触阳光。

### 互生
指的是每茎节上僅着生一片叶片。从整株植物看，叶片排列可能呈螺旋状、二列狀或是三列狀。螺旋狀排列是葉片依特定角度，順著枝軸排列，又名“旋生”，例如樟科植物；二列狀則是相隔二葉相對而生(不在同一節上)，例如鳶尾科的植物；三列狀則是排列成三個方向(各節的葉軸夾120度角)，例如莎草科的植物。
以任意一茎节的叶为起点，沿茎而上，找到在同一竖直线上的另一块叶。这两片叶之间的距离称为“叶周”。

### 叢生
節間極短，使得多片互生葉密集生長，例如：欖仁樹、緬梔。

### 簇生
节间极短，而多叶从一着生处密集成束簇状生出，例如：雪松、银杏。

## 功能
一般来说，葉的主要功能是进行光合作用和蒸腾作用。

## 演化适应
部分类群的叶因其自然分布环境中的特殊生态因素而演化出了非常规的形态结构，这类叶常被称作变态叶，被认为具有特化的适应性功能。
- 多肉植物的叶肥厚多汁，能够贮藏更多水分和景天酸代谢途径所产生的酸。
- 由叶上腺体分泌的芳香油、毒素和信息素可防御植食动物（例如桉属）。
- 仙人掌科的刺是一种经历程序性细胞死亡后高度简化的叶，不具备功能性的维管组织、气孔、叶绿体等基本的叶特征，是一种可以有效减少水分蒸腾的特化，其尖锐的形态也可以抵御植食性动物。
- 食肉植物的叶主要为捕捉小型动物（常为昆虫）而特化，例如茅膏菜的叶密布分泌粘液的腺体，捕蝇草的叶特化为可应激闭合的捕虫夹。
- 苞片在一些不育性花器官（花瓣、萼片）高度简化、细小的类群中，可起到吸引传粉动物、保护能育器官（雌蕊、雄蕊）等功能。例如大戟属（包括一品红）、天南星科（佛焰苞片）、蓼科（包括塔黄）、菊科等。

## 生长发育
叶是一种侧生器官，其原基起始于茎顶端分生组织的周边区。叶原基刚起始时是一团性质相近的细胞，尽管从形态上难以与顶端分生组织周边区的其他细胞相区别，但细胞内已有变化：在随着生长素局部浓度升高，将顶端分生组织维持在未分化状态的KNOXI家族成员的表现会被沉默，而叶原基发育的相关基因会开始表达，随着细胞的快速分裂，原基中的细胞数目增加，同时叶原基开始建立分裂和分化的方向性（称作“极性”）。
随着生长的继续，细胞分裂和细胞伸长过程不会均匀地发生在整个叶体中，而只发生在分生组织（或分裂）活性区内。这些区域是否活跃、何时活跃以及活跃程度如何都由基因决定，从而使叶发育为成体阶段呈现出的形态。
叶的寿命通常是有限的，只有极少数物种的叶能在植物的整个生命周期中持续存在（百岁兰）。一年生植物的叶会随着植物体的死亡而死亡；多年生植物的叶可大致分为常绿型（存续至少两个生长季）和落叶型（只存续一个生长季）。
叶即将脱落时，叶柄基部分裂出数层扁小的薄壁细胞，称为离区。在离区范围内，一部分薄壁细胞的胞间层黏液化而分解，或者初生壁解体，形成离层，叶便在此处脱落。在离层下方的细胞木栓化，可覆盖叶子脱落后形成的断痕，同时与茎的木栓层相连，继续保护植物体。

## 叶色

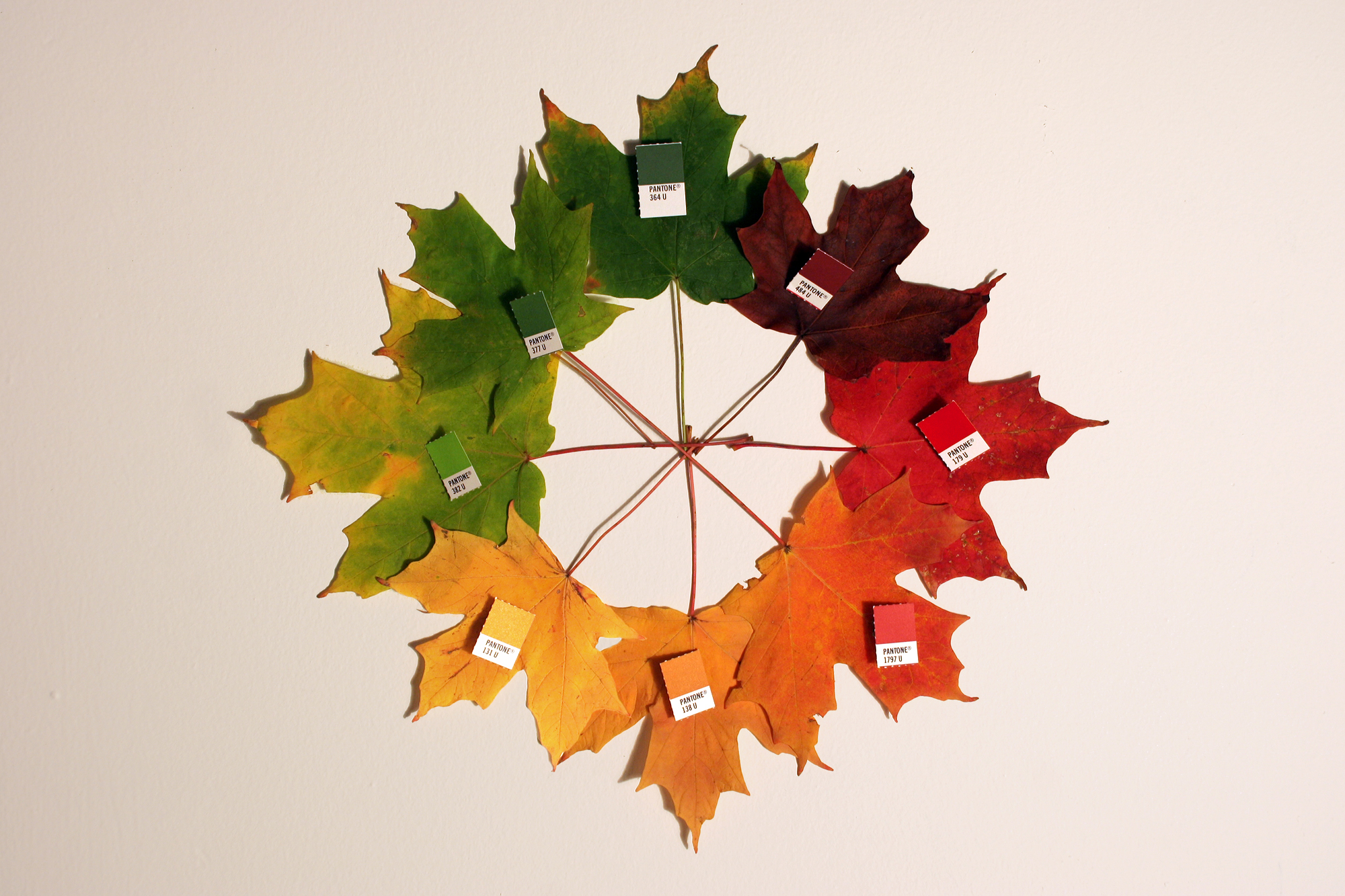
各种颜色的叶子

叶子的颜色是叶子中各种色素的综合体现。高等植物中主要含有叶绿素、类胡萝卜素及花青素，它们的比例和对光的选择性吸收形成了叶子的颜色。

## 延伸阅读
[在维基数据编辑]
 《欽定古今圖書集成·博物彙編·草木典·葉部》，出自陈梦雷《古今圖書集成》